# Praxis-HAK Völkermarkt
Die Praxis-HAK Völkermarkt (eigentlich Bundeshandelsakademie und Bundeshandelsschule Völkermarkt) ist eine seit 1973 bestehende Berufsbildende Höhere Schule in der Bezirkshauptstadt Völkermarkt in Kärnten.

## Geschichte
Im September 1973 wurden auf Bestreben des Bezirksschulinspektors Josef Mairitsch vier Handelsschulklassen als sogenannte „dislozierte Klassen“ der Bundeshandelsakademie und Handelsschule II Klagenfurt unter der Leitung von Josef Maderner eingerichtet. Waren diese im Gebäude der Berufsschule am Völkermarkter Hauptplatz untergebracht, übersiedelten Handelsschule und ab diesem Zeitpunkt auch Handelsakademie im Jahr darauf in die heutigen Räumlichkeiten in die zwischen 1898 und 1900 im späthistoristischen Stil neuerbaute Bürgerschule, die zuvor ab 1927 die Haupt- sowie zwischen 1958 und 1970 die Volksschule und das 1965 gegründete Gymnasium beheimatet hatte. Ab 1975 besaß die Schule den Status der Expositur, mit September 1978 erfolgte die Verselbständigung. Im selben Schuljahr traten an der BHAK Völkermarkt erstmals 22 Kandidaten zur Reifeprüfung an. Im März 1983 fand die symbolische Schlüsselübergabe für den Neubau durch Landeshauptmann Leopold Wagner statt.
Seit der Einführung der Übungsfirmen 1994 wurde eine Reihe von Schritten hin zu einer zeitgemäßen wie praxisbezogenen Ausbildung unternommen, was sich auch in einem mittlerweile österreichweit zum Regelfall gewordenen Schulversuch zur vertieften Praxis äußerte. Als Folge wird seit 2009 in der Öffentlichkeit der Name Praxis-HAK Völkermarkt geführt. 2015 erfolgte eine Modernisierung der Räumlichkeiten in der ehemaligen Völkermarkter Bürgerschule, seither wird laufend in die technische Infrastruktur bzw. die Klassenausstattung investiert.

## Inhaltliche Ausrichtung
Die Praxis-HAK Völkermarkt bietet als einzige Berufsbildende Höhere Schule des Bezirks derzeit zwei Ausbildungswege an: die dreijährige Handelsschule mit Schwerpunkt Kundenorientierung und Verkauf (Salesmanagement) sowie die fünfjährige Handelsakademie. Mit dem Schuljahr 2020/21 ersetzen die Smart-Learning-Klassen die bisherigen zwei Klassentypen und tragen den veränderten Anforderungen der digitalen Transformation sowie der Ausrichtung der praxisnahen Ausbildung Rechnung. Die Handelsakademie bietet mit Controlling, Wirtschaftspraxis und Steuern, Management für Marketing, Tourismus und Event sowie Management für Multimedia und Informationstechnologie aktuell drei Ausbildungsschwerpunkte, die ab dem dritten Jahrgang gewählt werden können. 

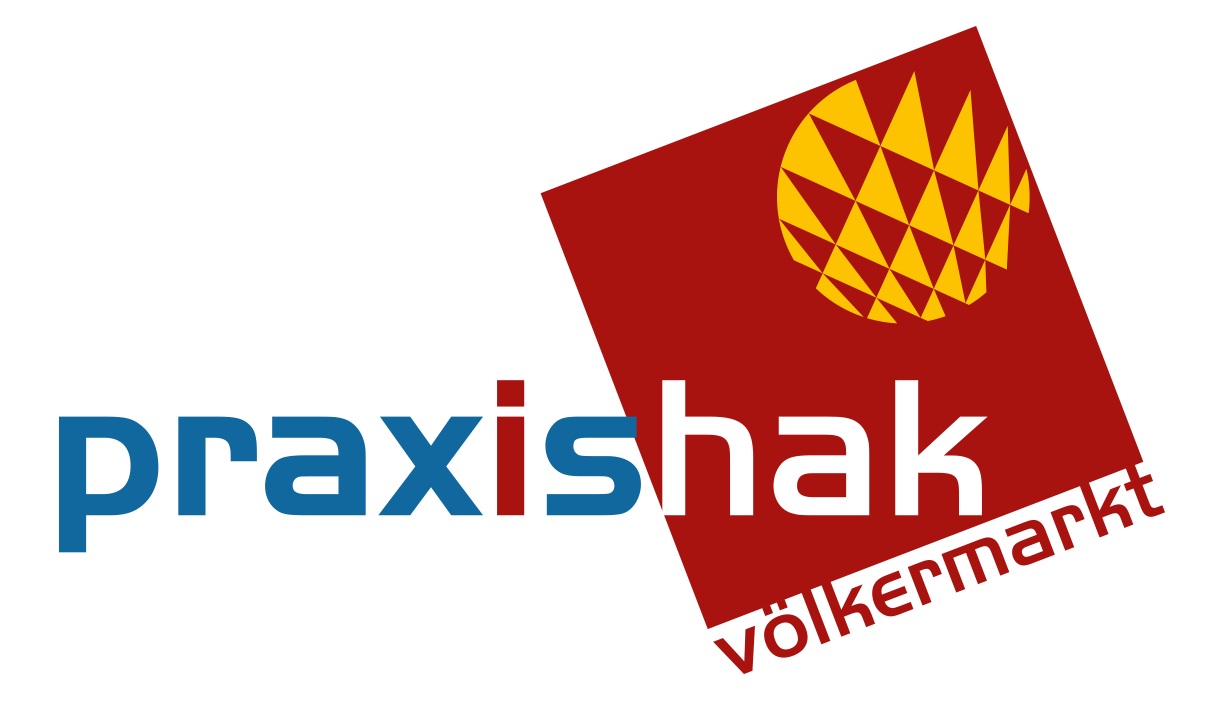
Logo der Praxis-HAK Völkermarkt

Nach der Einführung sogenannter Junior Companies ab 2014 wurde mit 2021 durch die Praxis-HAK Völkermarkt in Kooperation mit der Raiffeisenbank Eberndorf ein österreichweites Pilotprojekt initiiert, an dem im ersten Jahr bundesweit vier Schulen teilnehmen. Jugendliche gründen unterstützt vom Österreichischen Genossenschaftsverband Genossenschaften, die über mehrere Jahre klassen- und jahrgangsübergreifend geführt werden. Dem Völkermarkter Erstversuch wollen weitere Standorten folgen.
Zudem absolvieren Schüler im Rahmen ihrer Ausbildung mithilfe regionaler Kooperationen und Erasmus+-Initiativen Praktika im In- und Ausland und arbeiten regelmäßig in Workshops mit Experten aus einschlägigen Berufsfeldern. Die Philosophie der fundierten Praxisnähe findet zudem im Schulversuch des verkürzten Schuljahres mit erweiterter Pflichtpraxis im vierten Jahrgang Anwendung.
Parallel dazu werden regelmäßig Kunst- und Kulturprojekte realisiert, auch mit internationalen Projektpartnern sowie Künstlern wie etwa mit Edwin Wiegele anlässlich des 100-Jahr-Jubiläums der Kärntner Volksabstimmung im Herbst 2020.

## Innovative Lehr-Lern-Kultur
Das Bemühen um zeitgemäße Lehr- und Lernformen im Kontext der digitalen Transformation besondere Bedeutung innerhalb des Schulkonzepts. Bereits seit 2005/06 ist die Schule als COOL-Schule (COoperatives Offenes Lernen) zertifiziert, seit 2019/20 als eCool-Schule. Nach der – auch führenden – Mitwirkung an regionalen und nationalen Initiativen wie eLC (eLearning Cluster) und eLSA (E-Learning im Schulalltag) zählt die Praxis-HAK Völkermarkt seit dem Schuljahr 2016/17 zu Österreichs zertifizierten eEducation.Expert.Schulen.
In diesem Zusammenhang wurde die Schule zuletzt mehrfach ausgezeichnet, darunter mit Platz eins beim bundesweiten Wettbewerb „Wie wir in Zukunft mit digitalen Medien lernen werden“ 2017 und dem Landespreis der Expertenjury beim Starke-Schulen-Award 2018.

## Leitung
- 1973–1975: Josef Maderner
- 1975–1999: Peter Aistleitner
- 1999–2003: Valentin Blantar
- 2003–2012: Felizitas Wedenig
- 2012–2022: Michaela Graßler
- 2022–2024: Felizitas Wedenig
- seit 2024: Manuela Pinter[12]

## Internationale Schulpartnerschaften
Für wiederholten Schüleraustausch sowie weitere länderübergreifende Projekte unterhielt und unterhält die Praxis-HAK Völkermarkt Kooperationen mit mehreren Schulen in Europa, u. a. mit
- Patras (Griechenland)
- Gymnasium Ravne na Koroškem (Slowenien)
- I.S.I.S. Vincenzo Manzini, San Daniele del Friuli (Italien)
- Slovenj Gradec (Slowenien)

## Preise und Auszeichnungen
In der jüngeren Vergangenheit wurde die Praxis-HAK Völkermarkt u. a. mit folgenden Preisen ausgezeichnet bzw. in folgenden Kontexten zertifiziert:
- Homepage-Award des Bundesministeriums für Bildung, Wissenschaft und Kultur 2006[13]
- G'sunde Lebenswelt Schule 2013–2015[14]
- 3. Preis beim Eduard – Education Award 2014[15]
- Gesundheitspreis des Landes Kärnten 2015[16]
- Sieg beim bundesweiten Wettbewerb „Wie wir in Zukunft mit digitalen Medien lernen werden“ 2017[17]
- Landespreis der Expertenjury beim Starke-Schulen-Award 2018[18]
- Gesunde Schuljause 2019[19]

## Namhafte Absolventen (Auswahl)
- Gertrud Drobesch, Leiterin der Personalabteilung der Donau Versicherung
- Michael Jesse, internationaler Softwareunternehmer
- Markus Lakounigg, Politiker (SPÖ), Bürgermeister der Stadtgemeinde Völkermarkt
- Josef Lobnig, Politiker (FPÖ), Dritter Landtagspräsident
- Verena Mischitz, Journalistin und Moderatorin, moderiert seit 2020 die Online-Nachrichtensendung „Dein Standard“ von Der Standard
- Christiana Zenkl, Leiterin der Personalabteilung bei Infineon Technologies Austria AG

## Belege
1. ↑  Harald Ebner: Unsere Schulchronik
2. ↑  hak-vk.at: Unsere Entwicklung (Memento des Originals vom 12. September 2017 im Internet Archive)  Info: Der Archivlink wurde automatisch eingesetzt und noch nicht geprüft. Bitte prüfe Original- und Archivlink gemäß Anleitung und entferne dann diesen Hinweis.
3. ↑  hak-vk.at: Praxis-HAK bestätigt eEducation-Expert-Status erneut frühzeitig
4. ↑  hak-vk.at: Ausbildungswege
5. ↑  act.at: Genossenschaft macht Schule: Schülerinnen- und Schülergenossenschaften in Österreich
6. ↑  hak-vk.at: Schülergenossenschaft: Pionierprojekt nimmt Fahrt auf
7. ↑  hak-vk.at: Praxis-HAK Völkermarkt qualifiziert sich erneut für COOL-Zertifikat
8. ↑  hak-vk.at: Praxis-HAK ist nun auch eCool-zertifiziert
9. ↑  hak-vk.at: Vorreiter bleiben: Praxis-HAK bestätigt eEducation-Expert-Status
10. ↑  Kärntner Regionalmedien: Idee Schule 4.0 ausgezeichnet (Memento des Originals vom 15. August 2019 im Internet Archive)  Info: Der Archivlink wurde automatisch eingesetzt und noch nicht geprüft. Bitte prüfe Original- und Archivlink gemäß Anleitung und entferne dann diesen Hinweis.
11. ↑  hak-vk.at: Dank Expertenjury: Bundeslandpreis für „starke Schule“ Praxis-HAK
12. ↑  hak-vk.at: Mitgestalter seit 1973
13. ↑  ots.at: Schulhomepage-Awards 2006 verliehen
14. ↑  hak-vk.at: Unser Credo (Memento des Originals vom 15. August 2019 im Internet Archive)  Info: Der Archivlink wurde automatisch eingesetzt und noch nicht geprüft. Bitte prüfe Original- und Archivlink gemäß Anleitung und entferne dann diesen Hinweis.
15. ↑  leadersnet.at: Die Gewinner des Education Award stehen fest
16. ↑  ktn.gv.at: Strahlende Gewinner beim Gesundheitspreis (Memento des Originals vom 10. August 2020 im Internet Archive)  Info: Der Archivlink wurde automatisch eingesetzt und noch nicht geprüft. Bitte prüfe Original- und Archivlink gemäß Anleitung und entferne dann diesen Hinweis.
17. ↑  Kärntner Regionalmedien: Idee Schule 4.0 ausgezeichnet (Memento des Originals vom 15. August 2019 im Internet Archive)  Info: Der Archivlink wurde automatisch eingesetzt und noch nicht geprüft. Bitte prüfe Original- und Archivlink gemäß Anleitung und entferne dann diesen Hinweis.
18. ↑  hak-vk.at: Dank Expertenjury: Bundeslandpreis für „starke Schule“ Praxis-HAK
19. ↑  hak-vk.at: Schulkantine für gesundes Angebot ausgezeichnet